# علیرضا رئیسیان
علیرضا رئیسیان (زاده: ۱۳۳۴ - تهران) کارگردان و فیلم‌نامه‌نویس و تهیه‌کننده اهل ایران است. وی دانش‌آموخته کارگردانی از دانشکده صدا و سیما و دارای نشان درجه یک هنری معادل دکتری افتخاری از وزارت فرهنگ و ارشاد اسلامی است.

## کارگردان
- مرد بدون سایه (۱۳۹۷)
- دوران عاشقی (۱۳۹۳)
- چهل سالگی (۱۳۸۷)
- پرونده هاوانا (۱۳۸۴)
- ایستگاه متروک (۱۳۸۰)
- سفر (۱۳۷۳)
- ریحانه (۱۳۶۸)

## تهیه‌کننده
- مردی بدون سایه (۱۳۹۷)
- دوران عاشقی (۱۳۹۳)
- چهل سالگی (۱۳۸۷)
- بانوی اردیبهشت (۱۳۷۶)
- ریحانه (۱۳۶۸)

## نویسنده
- مردی بدون سایه (۱۳۹۷)
- ریحانه (۱۳۶۸)
- گزارش یک قتل (۱۳۶۵)

## جشنواره‌ها
- تقدیر برای فیلم بانوی اردیبهشت در بیست و هشتمین دوره جشنواره فیلم رشد (۱۳۷۷)
- تقدیر برای فیلم بانوی اردیبهشت در بیست و دومین دوره جشنواره فیلم مونترال (۱۳۷۷)
- کاندیدای جایزه بهترین فیلم برای فیلم بانوی اردیبهشت در دومین دوره جشن خانه سینما (۱۳۷۷)
- جایزه بهترین کارگردانی برای فیلم دوران عاشقی (۱۳۹۳) در شانزدهمین دوره جشن حافظ (سال ۱۳۹۵)[۱]

| جشنواره                     | قسمت                         | نامزد                          | فیلم           | نتیجه    |
| --------------------------- | ---------------------------- | ------------------------------ | -------------- | -------- |
| سی و سومین جشنواره فیلم فجر | بهترین فیلم                  | علیرضا رئیسیان                 | دوران عاشقی    | نامزدشده |
| سی و سومین جشنواره فیلم فجر | بهترین کارگردانی             | علیرضا رئیسیان                 | دوران عاشقی    | نامزدشده |
| شانزدهمین جشنواره فیلم فجر  | جایزه ویژه هیئت داوران       | علیرضا رئیسیان - جهانگیر کوثری | بانوی اردیبهشت | برنده    |
| سیزدهمین جشنواره فیلم فجر   | دیپلم افتخار بهترین فیلم اول | علیرضا رئیسیان                 | سفر            | برنده    |
| هشتمین جشنواره فیلم فجر     | بهترین فیلم‌های اول و دوم     | علیرضا رئیسیان                 | ریحانه         | نامزدشده |